# Maximilian Kammerer
Maximilian „Maxi“ Kammerer (* 28. September 1996 in Düsseldorf) ist ein deutscher Eishockeyspieler, der seit Mai 2021 bei den Kölner Haien aus der Deutschen Eishockey Liga (DEL) unter Vertrag steht und dort auf der Position des linken Flügelstürmers spielt. Zuvor war Kammerer bereits für die Düsseldorfer EG in der DEL aktiv und spielte kurzzeitig für die Hershey Bears in der American Hockey League (AHL). Er ist der Sohn des ehemaligen Eishockeyspielers und -trainers Axel Kammerer.

## Karriere

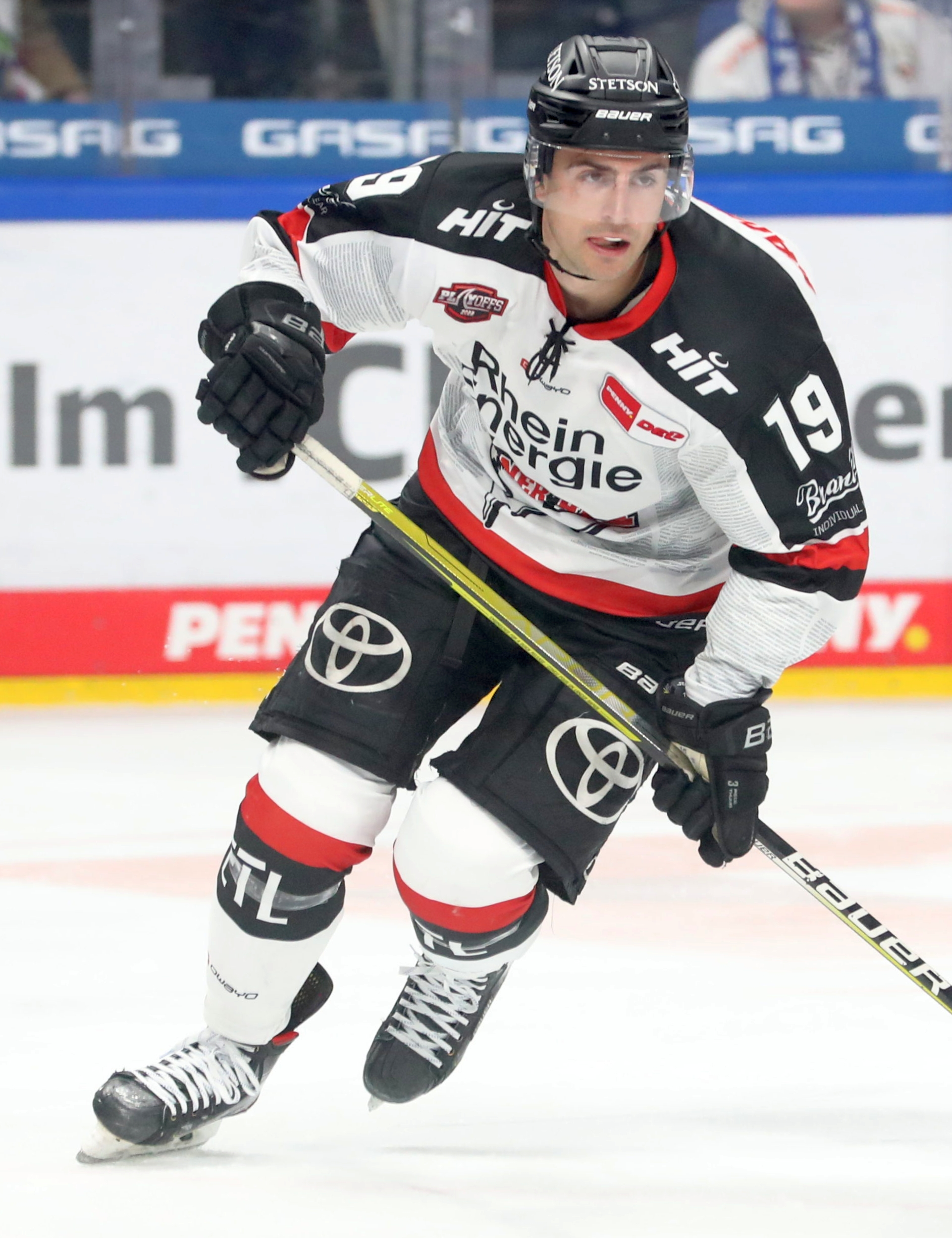
Kammerer im Trikot der Kölner Haie (2022)

Zu Anfang seiner Zeit bei den Junioren war Kammerer im Nachwuchs des SC Reichersbeuern und EC Bad Tölz aktiv. In der Saison 2013/14 spielte er für die Regina Pats, die ihn beim CHL Import Draft 2013 in der zweiten Runde an Gesamtposition 76 ausgewählt hatten, in der Western Hockey League (WHL). Zur Saison 2014/15 kehrte der Stürmer nach Europa zurück und spielte in der multinationalen Nachwuchsliga Molodjoschnaja Chokkeinaja Liga (MHL) für den österreichischen Klub EC Red Bull Salzburg.
Zur Saison 2015/16 holte Christof Kreutzer ihn zur Düsseldorfer EG aus der Deutschen Eishockey Liga (DEL) und stattete ihn mit einer Förderlizenz für den EC Bad Nauheim aus. In den Vorbereitungsspielen konnte Kammerer allerdings mit guten Leistungen überzeugen, so dass er die Saison bei der DEG begann. Am 11. Oktober 2015 erzielte Kammerer sein erstes DEL-Tor beim 4:2-Sieg gegen den ERC Ingolstadt. Nach der Hauptrunde des Spieljahres 2016/17 wurde er als DEL-Rookie des Jahres ausgezeichnet. Mit der DEG verpasste er in den Spielzeiten 2016/2017 und 2017/2018 jeweils die Playoffs.
Im Mai 2018 unterzeichnete Kammerer – ohne in einem NHL Entry Draft ausgewählt worden zu sein – einen auf drei Jahre befristeten Einstiegsvertrag bei den Washington Capitals aus der National Hockey League (NHL) und kam dort bei deren Farmteam, den Hershey Bears, in der American Hockey League (AHL) zum Einsatz. Nach der Unterzeichnung bei den Washington Capitals schloss die DEG mit Kammerer eine vertragliche Vereinbarung über eine etwaige zukünftige Rückkehr. Im Mai 2019 trat diese Vereinbarung in Kraft, als Kammerer die Capitals nach einer Saison verließ.
In der Hauptrunde der Saison 2019/20 erzielte er erneut 15 Tore für den Düsseldorfer Traditionsverein und beendete die Saison auf dem fünften Rang, jedoch mussten die Playoffs wegen der COVID-19-Pandemie abgesagt werden. Vor Beginn der DEL-Spielzeit 2020/21 lief er auf Leihbasis beim EC VSV in der ICE Hockey League auf. Die Hauptrunde in der DEL verlief enttäuschend, da sich die Düsseldorfer in der DEL-Gruppe Nord nicht für die Playoffs qualifizieren konnten. Kammerer selbst erreichte in 34 Spielen 20 Scorerpunkte, darunter elf Tore. Im Mai 2021 wurde bekannt, dass Kammerer zu den Haien wechseln wird; er unterschrieb einen Vertrag bis 2023. Am 1. April 2022 erzielte er beim 9:1-Auswärtssieg seiner Mannschaft gegen den SC Bietigheim-Bissingen seinen ersten Hattrick in der DEL. In der Saison 2022/23 absolvierte der Stürmer mit 55 Scorerpunkten in ebenso vielen Einsätzen seine mit Abstand beste Spielzeit im deutschen Eishockey-Oberhaus.

### International
Im Frühjahr 2017 wurde Kammerer erstmals in den Kader der A-Nationalmannschaft berufen. Kammerer war für den Deutschland Cup vom 10. bis 12. November 2017 neben seinem Düsseldorfer Mannschaftskollegen Bernhard Ebner nominiert. Zuvor war der Stürmer lediglich in den Junioren-Nationalmannschaften eingesetzt worden und absolvierte die U18-Junioren-Weltmeisterschaften der Jahre 2013 und 2014 sowie die U20-Junioren-Weltmeisterschaften der Jahre 2014, 2015 und 2016 in der Division IA.

## Erfolge und Auszeichnungen
- 2017 DEL-Rookie des Jahres
- 2025 Deutscher Vizemeister mit den Kölner Haien

## Karrierestatistik
Stand: Ende der Saison 2024/25

### International
Vertrat Deutschland bei:
| - U18-Junioren-Weltmeisterschaft 2013 - U20-Junioren-Weltmeisterschaft 2014 - U18-Junioren-Weltmeisterschaft 2014 | - U20-Junioren-Weltmeisterschaft 2015 - U20-Junioren-Weltmeisterschaft der Division IA 2016 |

(Legende zur Spielerstatistik: Sp oder GP = absolvierte Spiele; T oder G = erzielte Tore; V oder A = erzielte Assists; Pkt oder Pts = erzielte Scorerpunkte; SM oder PIM = erhaltene Strafminuten; +/− = Plus/Minus-Bilanz; PP = erzielte Überzahltore; SH = erzielte Unterzahltore; GW = erzielte Siegtore; 1 Play-downs/Relegation; Kursiv: Statistik nicht vollständig)